# أليس إس. فيشر
أليس إس. فيشر (بالإنجليزية: Alice S. Fisher)‏ هي محامية أمريكية، ولدت في 1967.